# Simon Birgander
Simon Fredrik Stefan Birgander (* 23. Oktober 1997 in Kvistofta) ist ein schwedischer Basketballspieler.

## Werdegang
Birgander entstammt der Nachwuchsabteilung des Vereins Helsingborg Basketbollklubb. Er spielte für Helsingborgs Herrenmannschaft in der zweiten schwedischen Liga, im Januar 2016 wurde er vom spanischen Zweitligisten CB Clavijo verpflichtet.  2017 wechselte er innerhalb Spaniens zu Joventut de Badalona in die Liga ACB. In den Spielzeiten 2018/19 und 2019/20 bestritt er verletzungsbedingt insgesamt nur 16 ACB-Einsätze. Nach fast einjähriger Verletzungspause kehrte er im Herbst 2020 aufs Spielfeld zurück.
In der Sommerpause 2023 wechselte er innerhalb der Liga ACB zu CB Murcia. 2025 ging er zu Joventut de Badalona zurück.

### Nationalmannschaft
Birgander war schwedischer Jugendnationalspieler, sein erstes A-Länderspiel bestritt er im Februar 2018 gegen die Türkei.